# Lars Birger Ekeberg

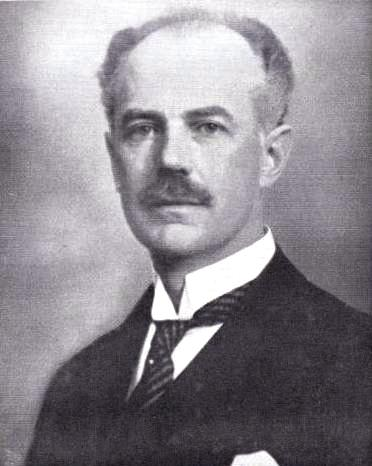
Bild von 1931

Lars Birger Ekeberg (* 10. August 1880 in Uppsala; † 30. November 1968 in Engelbrekt, Stockholm) war ein schwedischer Jurist und Reichsmarschall.

## Leben
Ekeberg schloss 1902 sein Studium der Rechtswissenschaften ab und wurde anschließend zum Dozenten ernannt. 1907 promovierte er zum Doktor der Rechte. Anschließend wurde er bis 1925 Professor für Recht (Privat- und Steuerrecht) an der Universität Stockholm. 1915 war er auch für das Zivilrecht zuständig.
Zwischen 27. Oktober 1920 und 13. Oktober 1921 sowie 19. April 1923 und 18. Oktober 1924 war Ekeberg der schwedische Justizminister. 1925 wurde er zum Justitieråd am Obersten Gerichtshof in Schweden berufen. Gerichtspräsident des Svea hovrätt war er von 1931 bis 1946.
Mitglied der Schwedischen Akademie wurde er am 1. November 1945 als Nachfolger von Birger Wedberg und trat sein Amt am 20. Dezember 1945 an. Von 1937 bis 1955 war Ekeberg Mitglied des Ständigen Schiedshofs in Den Haag. Von 1946 bis 1959 war er schwedischer Reichsmarschall.
Die Schwedische Regierung ernannte ihn von 1940 bis 1957 zum Direktor der Handelshochschule Stockholm.

### Familie
Birger Ekeberg heiratete 1911 Brita Swartz (1890–1983), die Tochter von Carl Swartz. Beide wurden auf dem alten Friedhof von Uppsala begraben. Ihre gemeinsame Tochter Dagmar war mit Torwald Hesser, der ebenfalls Richter am obersten Gericht war, verheiratet.

## Ehrungen

### Schwedische Ehrungen
- Königlicher Seraphinenorden, 6. Juni 1936[3]
- Inhaber der Gedenkmedaille zum 90. Geburtstages von König Gustav V., 1948[4]
- Inhaber der Gedenkmedaille zum Tod von König Gustav V., 1951[4]
- Nordstern-Orden, verliehen 1913;[5] zuletzt Kommandeur mit Großkreuz am 28. November 1930[6]
- Kommandeur mit Großkreuz des Wasaordens, 6. Juni 1952[7]
- Illis Quorum der Größe 18, 1964[8]
- Mitglied Nummer 911 der Königlich Schwedischen Akademie der Wissenschaften, gewählt 1944.
- Mitglied der Schwedischen Akademie auf Platz 1, gewählt 1945.
- Ehrenmitglied der Kungliga Vitterhets Historie och Antikvitets Akademien.[4]
- Mitglied der Kungliga Skogs- och Lantbruksakademien.[4]
- Mitglied der Kungliga Samfundet för utgivande av handskrifter rörande Skandinaviens historia.[4]

### Ausländische Ehrungen
- Großkreuz des belgischen Kronenordens, verliehen zwischen 1945 und 1947.[9][10]
- Dannebrogorden, Kommandeur 2. Klasse zwischen 1918 und 1921;[11][12] Großkreuz verliehen zwischen 1928 und 1931;[13][14] Brillanten dazu zwischen 1947 und 1950.[10][15]
- Großkreuz des Äthiopischen Verdienstordens, verliehen zwischen 1950 und 1955.[4][15]
- Finnischer Orden der Weißen Rose, verliehen zwischen 1918 und 1921;[11][12] Großkreuz zwischen 1928 und 1931.[13][14]
- Großkreuz der französischen Ehrenlegion, verliehen zwischen 1947 und 1950.[10][15]
- Großkreuz des isländischen Falkenordens, verliehen am 14. November 1934.[14][16]
- Großkreuz des Ordens der Jugoslawischen Fahne, verliehen zwischen 1950 und 1955.[4]
- Großkreuz des Ordens von Oranien-Nassau, verliehen zwischen 1945 und 1947.[9][10]
- Norwegischer Sankt-Olav-Orden, verliehen zwischen 1915 und 1918;[13][14] zuletzt Großkreuz zwischen 1935 und 1940.[16][17]
- Großkreuz des Ordens Polonia Restituta, verliehen zwischen 1945 und 1947.[9][10]
- Großkreuz des Ordens der Krone von Rumänien, verliehen zwischen 1945 und 1947.[9][10]
- Großkreuz des Verdienstordens der Bundesrepublik Deutschland, verliehen 1954.[4][15]
- Großkreuz des Ungarischen Verdienstordens, verliehen zwischen 1947 und 1950.[10][15]